# Nodolambrus nodosus
Nodolambrus nodosus is een krabbensoort uit de familie van de Parthenopidae. De wetenschappelijke naam van de soort is voor het eerst geldig gepubliceerd in 1853 door Jacquinot, in Jacquinot & Lucas.